# Eurhinodelphis
Eurhinodelphis és un gènere extint de cetacis de la família dels eurrinodelfínids que tingueren una distribució cosmopolita durant el Miocè. Se n'han trobat restes fòssils a Bèlgica, Costa Rica, els Estats Units, França, Itàlia, el Japó, els Països Baixos i Turquia. Les espècies d'aquest grup tenien el rostre ample i arrodonit. El maxil·lar superior formava una estructura llarga i punxeguda, semblant a l'agulla (o espasa) del peix espasa. Així mateix, tenien les dents llargues i afilades.